# Макгри, Райли
Райли Патрик Макгри (англ. Riley Patrick McGree; 2 ноября 1998, Голер, Южная Австралия, Австралия) — австралийский футболист, полузащитник английского клуба «Мидлсбро» и сборной Австралии. Участник летних Олимпийских игр 2020 и Чемпионата мира 2022.

## Клубная карьера
Макгри — воспитанник клуба «Аделаида Юнайтед». 19 марта 2016 года в матче против «Уэстерн Сидней Уондерерс» он дебютировал в Эй-лиге. 29 января 2017 года в поединке против «Веллингтон Феникс» Райли забил свой первый гол за команду. 11 апреля в матче азиатской лиги чемпионов против южнокорейского «Чеджу Юнайтед» он забил гол.
Летом того же года перешёл в бельгийский «Брюгге». В начале 2018 года для получения игровой практики Макгри на правах аренды вернулся на родину в «Ньюкасл Юнайтед Джетс». 25 января в матче против «Мельбурн Сити» он дебютировал за новую команду. 3 февраля в поединке против «Мельбурн Виктори» Райли забил свой первый гол за «Ньюкасл Юнайтед Джетс». 14 апреля в матче против «Сентрал Кост Маринерс» он сделал хет-трик.
20 июня 2018 года Макгри был арендован «Мельбурн Сити» на один год. 20 октября в матче против «Мельбурн Виктори» он дебютировал за новый клуб. В этом же поединке Райли забил свой первый гол за «Мельбурн Сити».
5 июля 2019 года Макгри вернулся в «Аделаиду Юнайтед», подписав трёхлетний контракт.
5 октября 2020 года Макгри перешёл в будущий клуб MLS «Шарлотт», вступающий в лигу в 2022 году, и отправился в аренду в английский «Бирмингем Сити» на сезон 2020/21. 17 октября в матче против «Шеффилд Уэнсдей» он дебютировал в Чемпионшипе. 31 октября в поединке против «Престон Норт Энд» Райли забил свой первый гол за «Бирмингем Сити».
14 января 2022 года Макгри перешёл в «Мидлсбро» за нераскрытую сумму, подписав контракт на 3,5 года. 12 февраля в матче против «Дерби Каунти» он дебютировал новый клуб, заменив во втором тайме Мэтта Крукса. 27 апреля в «Кардифф Сити» Райли забил свой первый гол за «Мидлсбро». 

## Международная карьера
3 июня 2021 года в отборочном матче чемпионата мира 2022 против сборной Кувейта Макгри дебютировал за сборную Австралию.
В 2021 году в составе олимпийской сборной Австралии Макгри принял участие в летних Олимпийских играх 2020. На турнире он сыграл в матчах против команд Аргентины и Испании.
27 января 2022 года в матче третьего раунда квалификации чемпионата мира 2022 против сборной Вьетнама он забил свой первый гол за «Соккеруз».
В 2022 году Макгри участие в чемпионате мира в Катаре. На турнире он сыграл в матчах против команд Аргентины, Франции, Туниса и Дании. 
В 2024 году Райли принял участие в Кубке Азии 2023 в Катаре. На турнире он сыграл в матчах против команд Индии, Сирии, Узбекистана, Индонезии и Южной Кореи.

### Голы за сборную Австралии
| #   | Дата           | Место                                      | Противник | Счёт | Результат | Соревнование                     |
| --- | -------------- | ------------------------------------------ | --------- | ---- | --------- | -------------------------------- |
| 01. | 27 января 2022 | Прямоугольный стадион, Мельбурн, Австралия | Вьетнам   | 4:0  | 4:0       | Чемпионат мира 2022 квалификация |